# 朱美堅
广昌安僖王朱美坚（1420年—1453年），明朝广昌悼平王朱济熇庶出独子。

## 生平

### 袭爵前
宣德二年（1427年）十月，悼平王薨。三年（1428年）五月，朱美坚得赐名。七月，行在戶部奏悼平王去世后，岁祿二千石应该停支，但他的王妃和子女都要生活，想按永樂年間伊王朱㰘的例子每年給米三百石，明宣宗认为悼平王去世，正该優恤其家，三百石不足贍养，再加二百石，令有司每年给。
宣德七年（1432年）二月，行在戶部奏太原府陽曲縣民地二十三頃已為廣昌王墳域，請求免其稅糧，获准。
七月，命刑部右侍郎吳廷用、刑科給事中年富為正副使，持節封鎮國將軍朱美堅為廣昌王。

### 袭爵后
九月，朱美堅和慶成王朱美埥都请求入宫谢袭爵之恩，宣宗写信阻止。十月，行在戶部奏称慶成、廣昌二王的歲祿应该比初封王减半，为一千石，半米半鈔，获准。十二月，朱美堅奏本府軍士不够用，宣宗命行在兵部将被調發大同操備的半数军人和及工部調动助營繕者还给他。
正统二年（1437年）十月，命武定侯郭玹、新寧伯譚廣為正使，刑科給事中郭瑾、工科給事中李昇為副使，持節冊封兵馬副指揮田能女為朱美堅妃。
九年（1444年）九月，朱美坚奏祖父晉恭王朱棡、父悼平王遺留繪容无祠堂祭祀，想如伯父寧化王朱济焕修缮府邸的例子，由朝廷提供物料工匠。明英宗称山西民力罷敝不宜加重，令其自己制造。十年五月，戶部奏廣昌王胞姐屯留縣主去世，其歲祿应该停止，多余的部分计算追回，英宗念其喪事有花費，特令免追。
十二月，廣昌王府總旗徐禮告发內使阮通藏匿國課、盜用軍儲，且擅自與山西署都指揮僉事江洪宴飲。內使范玉、典仗丁惠都与阮通不和，资助徐礼路費。事下廵按，監察御史熊璘查實，朱美坚也奏徐禮刁詐，英宗命杖徐禮，發戍邊，范玉、丁惠、阮通都杖责后释放。
十三年（1448年）三月，朱美坚的堂兄弟永和王朱美塢奏父永和昭定王朱济烺岁禄粳米二百石，襲爵后減半，請求如廣昌王例，事下戶部覆奏，获准。
十四年（1449年）九月，朱美堅奏称想詣京朝賀，明代宗回信制止。
景泰元年（1450年）九月，廣昌王妃田氏薨，代宗遣中官致祭，命有司營葬。
二年（1451年）四月，广昌王嫡母太妃楊氏奏朱美堅已过三十岁，王妃已故，又没有儿子，请求于山西所屬州縣選良家女續婚，获准。十一月，命建平伯高遠、平鄉伯陳輔為正使，戶科給事中成章、禮科給事中楊穟為副使，持节封兵馬副指揮張彥和女為廣昌王妃。
三年（1452年）十二月，朱美坚堂弟寧河王朱美堛奏其母年老，粟米不够用，请求每年支用粟米四百石、粳米一百石奉母。事下戶部，議山西布政司每年征粳米二千九百，其余分撥晋、瀋、廣昌、寧化、永和五府，而灵丘等二十八王都没有粳米，實為不均，請求从此將山西每年徵用粳米除晉王府给七百石、沈王府给二百石以外，其余都平均拨给各王，获准。
四年（1453年）七月，王妃張氏薨，代宗遣官致祭命有司營葬。
五年（1453年）五月，代宗写信给朱美堅，表示已知他已经选择了堂兄云丘简靖王朱美堣次子為嗣，特賜名朱鍾䥏。
同年，朱美堅去世，谥安僖。因无子，国除。九月，太妃杨氏奏称朱美堅薨，歲祿停止，喪葬養贍的费用都没有来源，请求仍如旧赐应支祿米，获准。

### 身后
天顺三年（1459年）二月，戶部上言近日博野王朱成鐭奏缺乏粳米，是因为山西地產粳米不多，应该令本布政司將原派廣昌等王及新封各王的粳米平均分配，获准。
成化元年（1465年）二月，朱美坚生母刘氏奏请让朱鍾䥏袭封，礼部上奏。明宪宗认为没有过继子袭封的例子，令朱鍾䥏仍以镇国将军的原本爵位为广昌王府奉祀。
朱鍾䥏不迟于成化七年（1471年）去世。成化十七年（1481年）六月，晋庄王朱锺铉奏朱鍾䥏长子朱奇澢已成年，且广昌王仪仗印册尚在，请求让他袭封广昌王。礼部认为如之前所议，朱奇澢应该只封辅国将军，宪宗命晋王不要再就此事上奏，并令将广昌王印带回京城。
朱奇澢与其子奉国将军朱表桧相继奉祀广昌国。朱表桧绝嗣后，云丘恭僖王朱奇渲想以第三子为广昌国奉祀，与镇国将军朱表檊争相奉祀广昌国，但二人皆因与朱表桧平辈而不获准，两人因而彼此怀恨，互相弹劾，最后于正德九年（1514年）七月被下敕切责、各夺禄米一年，将教授等官下巡按御史逮问。嘉靖三年（1524年）十二月，晋端王朱知烊提出由朱表桧弟朱表棷承祀广昌国，山西守臣则提出应由身为晚辈的朱表桧侄朱知㷬承祀。明世宗同意朱知㷬以镇国中尉承祀。

## 评价
- 《弇山堂别集》卷074：好和不争，小心畏忌。